# Kim Pyong-hae
Kim Pyong-hae (* 8. Oktober 1941 in Chagang-do) ist ein nordkoreanischer Politiker der Partei der Arbeit Koreas (PdAK), der unter anderem Kandidat des Politbüros des Zentralkomitees (ZK) der PdAK, Sekretär des ZK und Leiter der Personalabteilung des ZK ist. Ferner ist er noch Mitglied des ZK der PdAK sowie Deputierter der Obersten Volksversammlung. 

## Leben
Kim Pyong-hae, der ein Studium der Pädagogik absolvierte, wurde im Februar 1989 Organisationssekretär der PdAK in Pjöngjang und wechselte 1993 als Sekretär in das Volkskomitee der Provinz P’yŏngan-pukto. Im April 1994 wurde er mit dem Kim-Il-sung-Orden ausgezeichnet und übernahm im September 1997 die Funktionen als Erster Sekretär der PdAK der Provinz P'yŏngan-pukto sowie zugleich als Vorsitzender des Volkskomitees dieser Provinz.
Kim, der im Juli 1998 erstmals zum Deputierten in den Obersten Volkskongress gewählt wurde und dieser seither angehört, trat im Februar 2002 als Vorsitzender des Volkskomitees von P'yŏngan-pukto zurück, blieb aber weiterhin Erster Sekretär des Parteikomitees der Provinz. Darüber hinaus ist er seit 2003 Mitglied des Gesetzgebungsausschusses der Obersten Volksversammlung.
Auf der dritten Parteikonferenz der Partei der Arbeit Koreas am 28. September 2010 wurde Kim Pyong-hae zum Kandidaten des Politbüros des ZK, ZK-Sekretär und Leiter der Kader- und Personalabteilung des ZK sowie Mitglied des ZK der PdAK gewählt.